# Villard de Honnecourt
Villard de Honnecourt (Wilars dehonecort, fol. 1v; Vilars de Honecourt, fol. 15v) var en kunstner fra 1200-tallet fra Pikardiet i det nordlige Frankrig. Han kendes kun for en bevaret portfolio af 33 ark pergament med omkring 250 tegninger fra 1220'erne/1240'erne, som nu findes på Bibliothèque nationale de France i Paris (MS Fr 19093). Den store variation af emner (religiøse og sekulære figurer egnede til skulpture og arkitektoniske tegninger, opstalter og detaljer, eklektiske genstande og maskiner hvoraf nogle med kommentarer) gør det vanskeligt at fastslå formålet. Andre emner som dyr og menneskelige figurer optræder også.
Den traditionelle opfattelse siden opdagelsen af portfolio i midten af det 1800-tallet, er, at Villard var en omvandrende arkitekt, murer og/eller bygherre, men der er ingen tegn på at han nogensinde arbejdede som arkitekt eller i noget andet identificerbart erhverv. Ikke desto mindre fremgår det af hans tegninger, som om han var interesseret i arkitektur, og at han rejste til nogle af tidens store kirkelige byggepladser for at registrere oplysninger om dem. Hans tegning af en af vestfacadens tårne på Notre-Dame de Laon, af sidekapeller og vigtige redskaber i brug samt interiører og eksteriører af Notre-Dame de Reims er af særlig interesse.
Villard fortæller med stolthed, at han havde været i mange lande (Jai este en m[u]lt de tieres''), og at han rejste en tur til Ungarn, hvor han var i mange dage (maint ior), men han fortæller ikke noget om, hvorfor han tog derhen, eller hvem der sendte ham. Det er for nyligt foreslået, at han kan have været en udsendt lægmand eller repræsentant for kapitlet i katedralen Cathédrale Notre-Dame de Grâce de Cambrai for at skaffe et relikvie fra Elisabeth af Thüringen, der havde doneret penge til domkirkens kapitel, og til hvem kapitlet dedikerede et sidekapel i dets nye apsis.
Blandt sine mekaniske anordninger har Villard skitseret er en evighedsmaskine, en vand-drevet sav, en række automater, løfteanordninger, krigsmaskiner (bl.a. en blide) samt en række anatomiske og geometriske skitser til portrætter og arkitektur. Påstanden om, at han tegnede en simpel hæmværk-mekanisme, der er den første kendt i Vesten, er der sået tvivl om. Hans tegning af en evighedsmaskine er en blandt flere, der lægger til grund for en rekonstruktion fra 2013 på Middelaldercentret ved Nykøbing Falster, hvor den indgår i en teknologipark med opfindelser fra middelalderen
Villards skitsebog sammenlignes med Leonardo da Vinci, som også har specialiseret sig i mange emner indenfor kunst og videnskab.